# Tropidopola daurica
Tropidopola daurica är en insektsart som beskrevs av Boris Petrovich Uvarov 1926. Tropidopola daurica ingår i släktet Tropidopola och familjen gräshoppor. Inga underarter finns listade i Catalogue of Life.